# Lysimachia tsaii
Lysimachia tsaii là một loài thực vật có hoa trong họ Anh thảo. Loài này được C.M. Hu mô tả khoa học đầu tiên năm 1994.